# A. Hamid Arief
 (novembre 2019).
Abdul Hamid Arief (25 novembre 1924 - 20 décembre 1992) était un acteur indonésien qui a joué dans plus de 120 films. Né à Batavia, dans les Indes orientales néerlandaises, il a commencé sa carrière d'acteur dans le théâtre avant de passer au cinéma avec Anggrek Bulan (L'Orchidée de lune), un film de 1948. Son tout premier rôle principal, à partir duquel il a été reconnu, était le personnage principal de Pangeran Hamid (Prince Hamid, en 1953). Au cours des décennies suivantes, il fut un acteur de film prolifique, apparaissant souvent dans quatre ou cinq films par an. Il a également joué dans diverses séries télévisées.

## Biographie
Arief est né à Batavia, dans les Indes orientales néerlandaises, le 25 novembre 1924. Il a terminé ses études jusqu'au niveau du premier cycle du secondaire. Il a commencé sa carrière d'acteur au sein de la troupe itinérante de Djamaluddin Malik pour Pantjawarna (id), avant de rejoindre Bintang Surabaja, une troupe de théâtre itinérante dirigée par Fred Young. En 1948, il est arrivé à Batavia et a été choisi pour le film de la South Pacific Film Corporation Anggrek Bulan (L'Orchidée de lune, par référence au nom de la fleur Phalaenopsis amabilis, Anggrek bulan en indonésien). Dans ce film, Arief joue un jeune homme qui doit être protégé des prédations de l'Anggrek bulan, « l'orchidée de lune », une jeune femme belle mais dangereuse. Il a été dirigé par Andjar Asmara.
En 1949, Arief a joué dans quatre autres films de la South Pacific Film Corporation, dont le premier film d'Usmar Ismail, Tjitra (Image). Peu après, il passa dans la société de cinéma de Fred Young, qui s'appelait également Bintang Surabaja. Arief est apparu dans de nombreux autres films de la société, notamment Bintang Surabaja 1951 (Star of Surabaya 1951, 1950) et Selamat Berdjuang, Masku! (Combattez bien, mon frère!, 1951). Il a également joué dans des films de la National Film Company (Inspektur Rachman, 1950) et de Persari de Djamaluddin Malik. Son rôle de star est toutefois apparu avec Pangeran Hamid (Prince Hamid, 1953), produit par Golden Arrow Productions de Chok Chin Hsien. Dans ce film, il joue le rôle d'un jeune prince nommé Hamid, qui reprend le trône dont il a été chassé par un usurpateur.
Après la fin de son contrat avec Golden Arrow en 1955, Arief devint un agent libre. Il est resté très productif et a agi pour de nombreuses sociétés, malgré le marasme qu'a connu l'industrie cinématographique au début des années 1969. Puis, en commençant par Matjan Kemajoran (Tigre de Kemajoran) en 1965, Arief assume de nombreux rôles de personnages d'ascendance européenne. Plus tard, ses rôles de type similaire incluaient l'Anglais Edward William dans Samiun dan Dasima (Samiun et Dasima, 1970) et le vilain policier colonial néerlandais Heyne Scott dans la série Si Pitung, composée de Si Pitung (1970), Banteng Betawi (Bull de Betawi, 1971), Pembalasan si Pitung (La revanche de Si Pitung, 1977) et Si Pitung Beraksi Kembali (Si Pitung prend des mesures, 1981),.
Au total, Arief est apparu dans plus de soixante films dans les années 1970. Au cours de cette période, il est également devenu actif à la télévision et a commencé à jouer dans l’émission de sketch Komedia Jakarta (Comedy of Jakarta). Misbach Yusa Biran, dans son répertoire de 1979 d'acteurs de cinéma indonésiens, cite Arief : « Je n'ai en fait aucun talent pour la comédie. Je suis davantage intéressé par les histoires dramatiques. »
Arief continua à jouer au début des années 1980 ; son dernier long métrage, Pengorbanan (Sacrifice) date 1982. Cependant, il ne cessa pas de jouer, continuant à apparaître dans la série télévisée Rumah Masa Depan (Maison de l'avenir, 1984-1986, 1989). En 1988, il a reçu un prix Surjosoemanto du Conseil national du film pour son dévouement à l'art. Arief est mort à Jakarta le 20 décembre 1992.

## Filmographie
Au cours de ses 34 années de carrière, Arief est apparu dans plus de 120 films. Il a également produit un film, Kembalilah Mama (Return, Mama, 1977).
- Anggrek Bulan (1948)
- Aneka Warna (1949)
- Menanti Kasih (1949)
- Tjitra (1949)
- Harta Karun (1949)
- Bintang Surabaja 1951 (1950)
- Inspektur Rachman (1950)
- Ditepi Bengawan Solo (1951)
- Mirah Delima (1951)
- Surjani Mulia (1951)
- Selamat Berdjuang, Masku! (1951)
- Bermain dengan Api (1952)
- Kekal Abadi (1952)
- Tiga Benda Adjaib (1952)
- Si Mientje (1952)
- Siapa Dia (1952)
- Bawang Merah Bawang Putih (1953)
- Burung Bitjara (1953)
- Empat Sekawan (1953)
- Harimau dan Merpati (1953)
- Pangeran Hamid (1953)
- Ratna Kumala (1953)
- Tiga Saudari (1953)
- Bawang Merah Tersiksa (1954)
- Derita (1954)
- Kleting Kuning (1954)
- Rewel (1955)
- Kasih Ibu (1955)
- Dibalik Dinding (1955)
- Rini (1956)
- Biola (1957)
- Konsepsi Ajah (1957)
- Bermain Api (1957)
- Bintang Peladjar (1957)
- Bunga dan Samurai (1958)
- Wanita Indonesia (1958)
- Habis Gelap Terbitlah Terang (Hilang Gelap Datang Terang) (1959)
- Mutiara jang Kembali (1959)
- Sekedjap Mata (1959)
- Kekota (1960)
- Kamar 13 (1961)
- Limapuluh Megaton (1961)
- Notaris Sulami (1961)
- DKN 901 (1962)
- Matjan Kemajoran (1965)
- Terpesona (1966)
- Sembilan (1967)
- Nji Ronggeng (1969)
- Laki-laki Tak Bernama (1969)
- Matt Dower (1969)
- Samiun dan Dasima (1970)
- Si Pitung (1970)
- Banteng Betawi (1971)
- Lisa (1971)
- Derita Tiada Akhir (1971)
- Djembatan Emas (1971)
- Kisah Fanny Tan (1971)
- Pendekar Sumur Tudjuh (1971)
- Penunggang Kuda dari Tjimande (1971)
- Ratna (1971)
- Mereka Kembali (1972)
- Merintis Djalan ke Sorga (1972)
- Pengantin Tiga Kali (1972)
- Romusha (1972)
- Samtidar (1972)
- Benyamin Biang Kerok (1972)
- Desa di Kaki Bukit (1972)
- Tiada Jalan Lain (1972)
- Bapak Kawin Lagi (1973)
- Benyamin Brengsek (1973)
- Biang Kerok Beruntung (1973)
- Cukong Blo'on (1973)
- PatGulipat (1973)
- Tendangan Maut (1973)
- Bajingan Tengik (Jagoan Tengik) (1974)
- Bandung Lautan Api (1974)
- Ali Baba (1974)
- Kosong-kosong Tiga Belas (0013) (1974)
- Tetesan Air Mata Ibu (1974)
- Pacar (1974)
- Kehormatan (1974)
- Pilih Menantu (1974)
- Buaye Gile (1974)
- Paul Sontoloyo (1974)
- Dasar Rezeki (1974)
- Musuh Bebuyutan (1974)
- Traktor Benyamin (1975)
- Samson Betawi (1975)
- Benyamin Tukang Ngibul (1975)
- Benyamin Raja Lenong (1975)
- Benyamin Koboi Ngungsi (1975)
- Gadis Simpanan (1976)
- Mustika Ibu (1976)
- Oma Irama Penasaran (1976)
- Benyamin Jatuh Cinta (1976)
- Tiga Janggo (1976)
- Hippies Lokal (1976)
- Zorro Kemayoran (1976)
- Saritem Penjual Jamu (1977)
- Sembilan Janda Genit (1977)
- Kembalilah Mama (1977)
- Raja Copet (1977)
- Sorga (1977)
- Penasaran (1977)
- Cakar Maut (1977)
- Gitar Tua Oma Irama (1977)
- Diana (1977)
- Pembalasan si Pitung (Jiih) (1977)
- Akulah Vivian (Laki-laki Jadi Perempuan) (1977)
- Jurus Maut (1978)
- Begadang (1978)
- Dewi Malam (1978)
- Tuyul (1978)
- Tuyul Eee Ketemu Lagi (1979)
- Darna Ajaib (1980)
- Begadang Karena Penasaran (1980)
- Goyang Dangdut (1980)
- Abizars (Pahlawan Kecil) (1980)
- Gundala Putra Petir (1981)
- Dukun Lintah (1981)
- Manusia 6.000.000 Dollar (1981)
- Si Pitung Beraksi Kembali (1981)
- Manusia Berilmu Gaib (1981)
- Pengorbanan (1982)
- Gadis Bionik (1982)
- Sentuhan Kasih (1982)